# Distrito rural de Banbury
Banbury fue un distrito rural en el condado administrativo de Oxfordshire (Inglaterra) entre 1894 y 1974. 
Fue constituido bajo la Ley de Gobierno Local de 1894 y estaba dividido en cuarenta y cuatro parroquias: Adderbury, Alkerton, Barford St. John, Barford St. John and St. Michael, Barford St. Michael, Bloxham, Bodicote, Bourton, Broughton, Clattercot, Claydon, Claydon with Clattercot, Cropredy, Deddington, Drayton, Duns Tew, East Adderbury, East Shutford, Epwell, Hanwell, Hook Norton, Horley, Hornton, Middle Aston, Milcombe, Milton, Mollington, North Aston, North Newington, Prescote, Shenington, Shenington with Alkerton, Shutford, Sibford Ferris, Sibford Gower, South Newington, Steeple Aston, Swalcliffe, Tadmarton, Wardington, West Adderbury, West Shutford, Wigginton y Wroxton.
El 1 de abril de 1932, su superficie fue reducida al ceder una parte (467 acres) de Bodicote, Bourton y Drayton al municipio de Banbury. Por otro lado, las parroquias de Deddington, Duns Tew, Middle Aston, North Aston y Steeple Aston (un total de 9282 acres) pasaron a formar parte del distrito. El 1 de abril de 1968, una parte de Drayton (20 acres) fue cedida al municipio de Banbury.  
El distrito fue abolido en 1974 bajo la Ley de Gobierno Local de 1972 y su territorio pasó a formar parte de Cherwell.